# Crupellaire

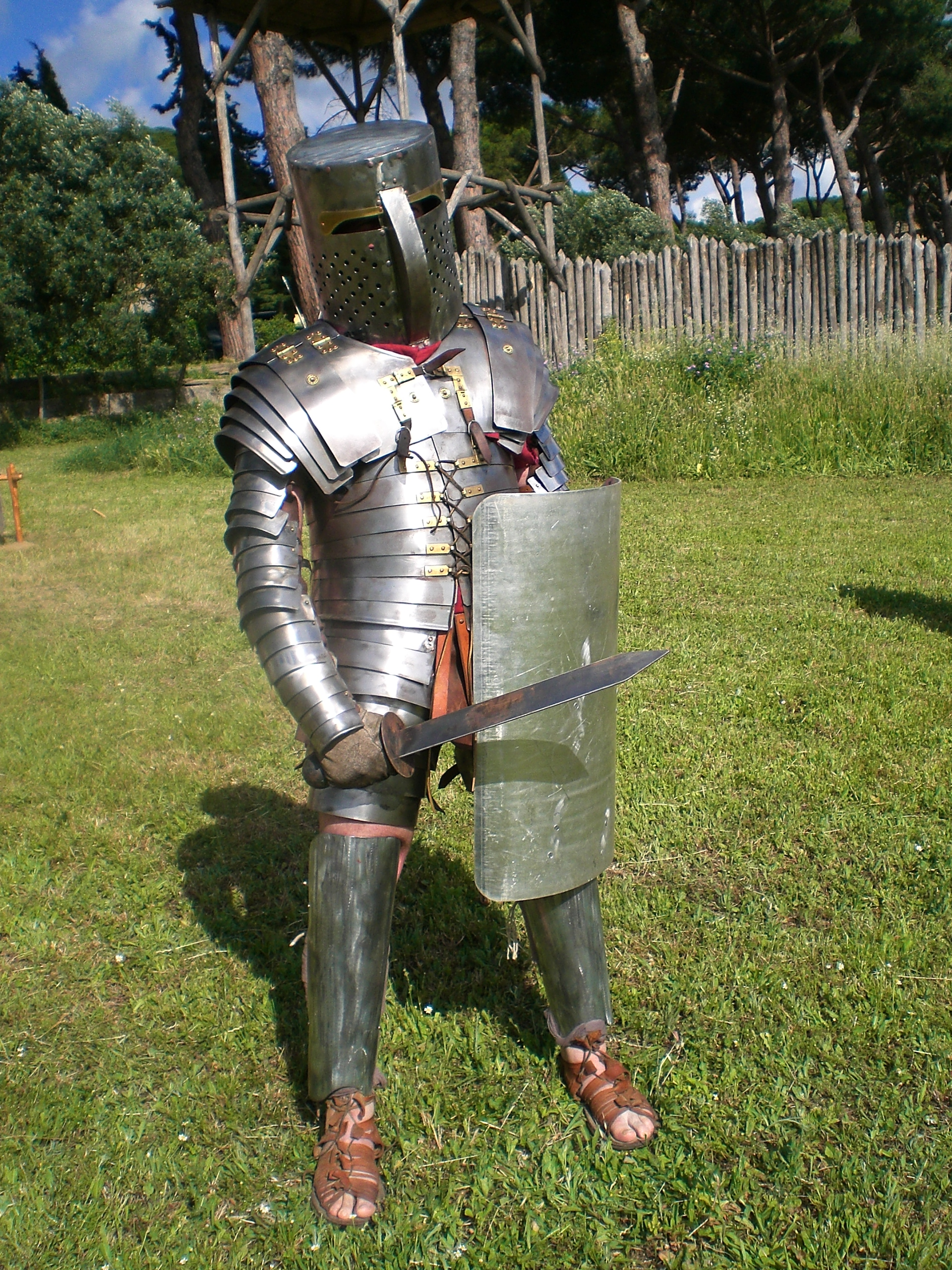
Un crupellaire

Le crupellaire (ou « crupellarius » en latin et « crupellatios » en gaulois) est un type de gladiateur gaulois couvert de fer ou de cuir, mentionné uniquement par Tacite, dans la révolte de Sacrovir en l'an 21 ap. J.-C. On ne connait pas ses armes, ni sa façon de combattre ou ses adversaires.

## Histoire
Les crupellaires sont enrôlés par le chef militaire Julius Sacrovir dans le ludus d'Autun (Augustodunum) après qu'il a capturé la ville. Lors de la bataille contre les légions romaines ils sont situés en première ligne et parmi les derniers à être debout. Pour les vaincre les légionnaires ont utilisé des haches pour fendre leur armure et des fourches et des leviers pour les renverser. Une fois à terre, ils n'ont pas cherché à se relever : le poids de leur équipement les en ont empêchés. 
L'étymologie du terme est celtique qui dérive du verbe gaélique crup qui signifie, « resserrer » et aussi « rendre impotent ». 
Une seule statuette de bronze représentant un crupellaire a été retrouvé en France, sur le site du fanum de Versigny (Aisne). Il est aujourd'hui conservé au musée Jeanne d'Aboville de La Fère.
L'absence d'autres documents et de sources iconographiques en dehors de la Gaule font penser qu'ils auraient existé comme spécificité éphémère et locale de la gladiature gallo-romaine.